# Aktualitätenfilm
Der Aktualitätenfilm ist ein dokumentarisches Format der frühen Kinematographie. Es besaß strukturelle Ähnlichkeiten mit einer Reportage und beinhaltete ausschließlich nonfiktionale Szenen. In der Regel wurde auf publikumswirksame Ereignisse aus Politik, Sport, Kultur und Technik Bezug genommen, wobei sich die Aktualitätenfilme an den Ressorts der Tageszeitungen orientierten. Der Mehrwert des Films gegenüber dem Zeitungsbericht bestand im unmittelbaren Erlebnis.
Die ersten Filmgesellschaften produzierten eine große Zahl an Aktualitäten. Die einaktigen Filme wurden in gemischten Programmen im Wechsel mit Landschaftsbildern, kurzen Komödien oder dramatischen Filmen gezeigt. Sie gelten als Vorläufer der seit den 1910er Jahren, vor allem mit Beginn des Ersten Weltkriegs, verbreiteten Wochenschau. Beispiele für Aktualitätenfilme sind Arrivée des Congressistes (Louis Lumière, Frankreich 1895), Cortège historique (M. Tollini, M. Pagani, Schweiz 1910) sowie The Funeral of Vera Kholodnaia (Russland 1919).